# Combretum lukafuensis
Combretum lukafuensis är en tvåhjärtbladig växtart som beskrevs av De Wild.. Combretum lukafuensis ingår i släktet Combretum och familjen Combretaceae. Inga underarter finns listade i Catalogue of Life.